# 周舜宜
周舜宜（英語：Subrina Chow Shun-yee，1970年4月28日—），香港前公務員，現任香港保護兒童會總幹事，曾擔任香港駐經濟貿易辦事處處長及香港駐新加坡經濟貿易辦事處處長。她在1994年加入香港政府出任政務主任，及後曾先後負責香港專上教育、語文教育政策檢討、資訊科技及社會福利等事宜。她在公務員生涯中曾三次獲外派至海外的香港經濟貿易辦事處，包括在新加坡及旧金山出任處長。她在回港後曾出任助理行政署長，並在2021年離任公務員，官至首長級丙級政務官。
周篤信基督教，並曾在教會擔任義務兒童事工統籌。她在任職公務員前後均在非牟利組織工作，包括香港宣明會及联合国儿童基金会香港委員會等。香港保護兒童會在2022年涉及虐兒醜聞，她獲聘任為總幹事負責改革工作。

## 早年生活
周舜宜在1970年4月28日生於英屬香港，父親是香港公務員而母親則從事服務業，亦有兩名弟弟。她在1982年從中華基督教會基華小學畢業，因其品學兼優的表現得以升讀庇理羅士女子中學，更在1987年香港中學會考成為當屆的八優狀元之一，並轉至拔萃女書院升讀大学预科。及後，她憑優異的學術成積取得尤德爵士紀念基金的海外獎學金，在1989年前往康奈尔大学修讀發展心理學及家庭研究。她在1993年取得理學學士學位後返港，曾短暫任職香港宣明會從事福音戒毒及為年輕女性設立宿舍的工作，但在1994年中就轉職至香港政府。

## 公務員生涯

### 早期工作
周舜宜投考政務主任並在1994年7月獲香港政府取錄，她在布政司署公務員事務科的首個崗位為公務員事務司施祖祥的政務助理。及後，周於1995年7月在布政司署轉調至教育統籌司，她曾在1996年陪同當時的副教育統籌司張建宗到香港立法局解釋檢討資助香港專上教育學生的顧問報告，曾於會上被議員質疑政府減少對清貧學生提供助學金和貸款，嘲諷港府寧願增加高層公務員的房貸津貼也不援助清貧學生。
周在中國對香港恢復行使主權時過渡至教育統籌局效力，擔任助理局長。及後，周在1997年4月改於民政事務總署任職，被派遣至港島東區出任民政事務助理專員，亦曾署任民政事務專員並主禮環境改善工程竣工儀式。不久後首次駐外，在1998年4月獲派駐香港駐經濟貿易辦事處擔任副處長，並在2001年9月返港後再次任職教育統籌局，負責研究推動兩文三語政策的語文教育改革。2004年7月，她改往新成立的政府資訊科技總監辦公室擔任助理總監，協助港府設立一站式门户网站，亦曾出席各諮詢組織的會議解釋港府方針。周在2007年7月獲委任勞工及福利局局長張建宗的政務助理，協助張處理政務及陪同出訪。

### 經貿辦處長

#### 駐新加坡辦
周舜宜在2008年6月17日獲港府委任為香港駐新加坡經濟貿易辦事處處長，以接替任滿並退休的林錦光。當時，駐新加坡辦負責香港與东南亚国家联盟全部成員國的關係，而她亦延續傳統在區內多國舉行節慶、文化及工商宣傳活動。除了繼續上任處長於新加坡舉行電影節外，她亦在2009年籌辦了首屆吉隆坡香港電影節，增加香港電影在馬來西亞市場的拓展機會，而在她任內總共於當地舉辦三次電影節。她亦銳意加強香港青年對東盟市場的認知，包括與香港電影發展局合作率領新世代導演訪問星馬兩地負責電影的多個政府機關，以及親自接待香港中文大學新聞與傳播學院的訪問團等等。她在2011年7月與繼任處長方毅在新加坡及吉隆坡舉行交接酒會，並於同月17日卸任離星。

#### 駐辦

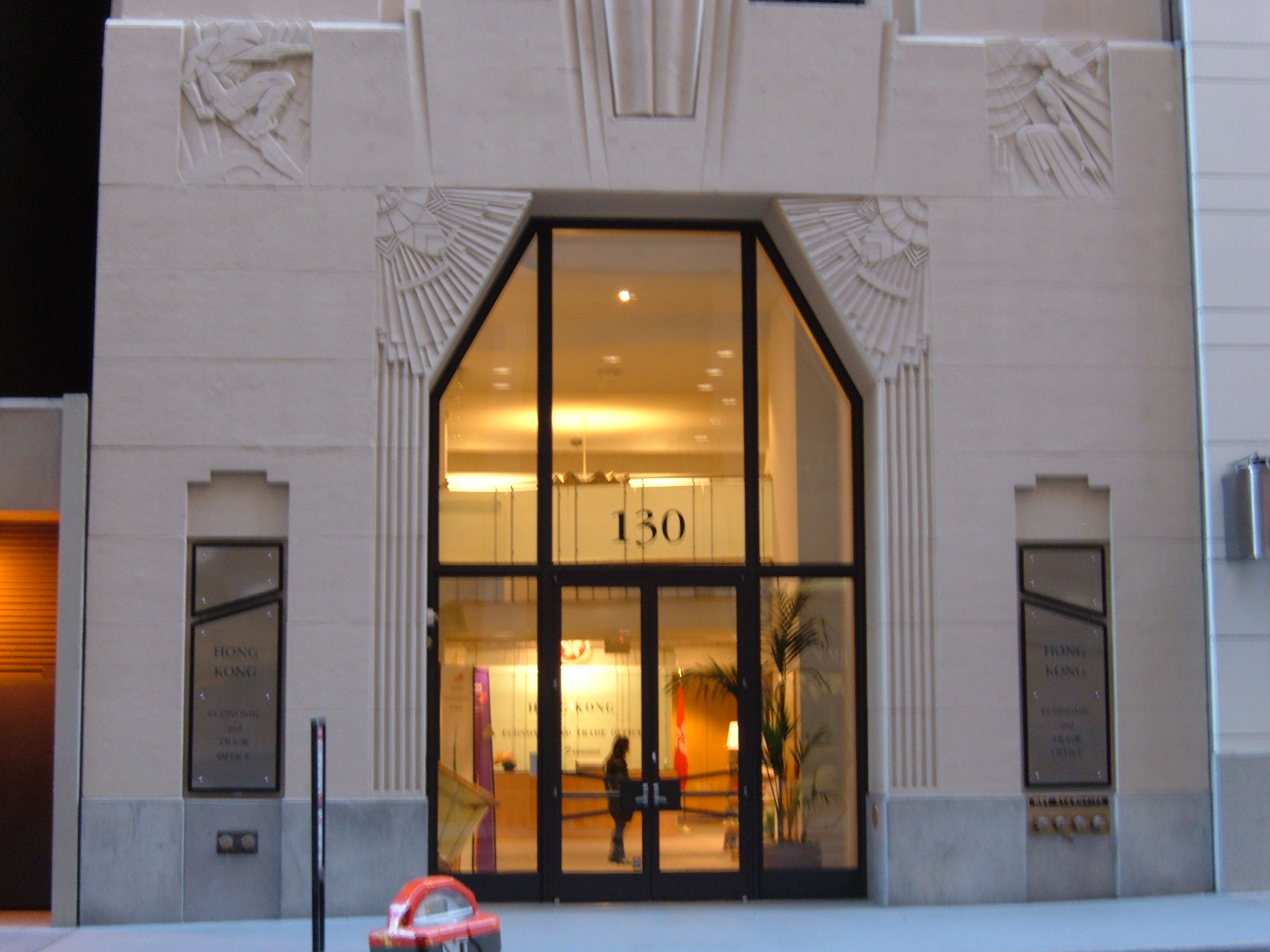
周舜宜曾兩度於駐三藩市經貿辦任職

周舜宜其後隨夫赴美，休息逾一年後，在2013年再被港府派駐旧金山，於2月7日起繼任梁永恩的香港駐經濟貿易辦事處處長職務。她在任內繼續負責美國西部19個州份的組貿事務及港籍美國人社群的節慶和聯繫工作。她在駐三藩市辦處長任內亦維持香港電影與美国电影業界的交流工作，曾親自出席美國星島中文電台的訪談節目宣傳香港電影。另外，她就一带一路倡議與當地商会合辦研讨会，亦負責政務司司長林鄭月娥等官員就粵港澳大灣區考察舊金山灣區的行程作出安排。因應粵港澳大灣區倡議，她曾協助香港投資推廣署與澳門貿易投資促進局及廣東省商務廳於西岸舉行經貿交流會。及後，她在2016年9月6日卸任予蔣志豪接替。

### 回港及離職
回港後，她曾出任助理行政署長，負責支援廉政公署及申訴專員公署在修改法例方面，以及與立法會和各政府部門的聯絡工作，她亦負責統籌香港太平紳士的任免及巡視安排等管理工作。及後，她在2021年4月25日從香港公務員系統辭任離職，轉職非牟利組織工作。

## 個人生活
周舜宜自16歲起篤信基督教信義宗，在派駐旧金山期間於三藩市華人宣道會參與崇拜，曾任該教會的義務兒童事工統籌。她在旧金山的教會活動中認識其丈夫，兩人婚後育有兩名女兒。離任公務員後，周曾擔任联合国儿童基金会香港委員會總幹事。及後，因香港保護兒童會涉及虐兒醜聞，她獲會方邀請於2022年3月9日起出任高級副總幹事負責改革工作，並於3月15日起署理離職總幹事蔡蘇淑賢的工作，再於5月6日正式出任總幹事。她在上任後隨即推動改革措施，包括大幅提升涉案院舍的員工數量，加強專業能力訓練和審核，以及更頻密抽查閉路電視等。

## 外部連結
- 周舜宜的個人官方英領頁面

| 政府职务          | 政府职务                                                    | 政府职务        |
| ----------------- | ----------------------------------------------------------- | --------------- |
| 前任者： 林錦光   | 香港駐新加坡經濟貿易辦事處處長 2008年6月17日－2011年7月17日 | 繼任者： 方毅   |
| 前任者： 梁永恩   | 香港駐經濟貿易辦事處處長 2013年2月7日－2016年9月6日         | 繼任者： 蔣志豪 |
| 非組織職務        |                                                             |                 |
| 前任者： 蔡蘇淑賢 | 香港保護兒童會總幹事 2022年5月5日至今                       | 現任            |